# Чинкванта, Оттавио
Отта́вио Чинква́нта (итал. Ottavio Cinquanta; 15 августа 1938, Рим, Италия — 18 июля 2022) — деятель итальянского и международного спортивного движения.

## Биография
Бакалавр делового администрирования. Получил дополнительное образование в области управления и маркетинга.
Работал в финансовых структурах и нефтехимической промышленности.

### Работа в национальных и международных спортивных организациях
1973—1980 — председатель Технического комитета Итальянской федерации ледовых видов спорта.
1975—1992 — судья международной категории, работал на чемпионатах мира и Зимних Олимпийских играх.
1975—1992 — член и председатель Технического комитета Международного союза конькобежцев.
1984—1988 — вице-президент Итальянской федерации ледовых видов спорта.
1992—1994 — вице-президент Международного союза конькобежцев.
С 1994 года по 2016 — президент Международного союза конькобежцев.

#### Работа вМеждународном олимпийском комитете (МОК)
C 1996 года — член МОК.
1994—1999 — член Комиссии олимпийского движения МОК
1994—2001 — член Комиссии МОК по олимпийской солидарности.
1996—2002 — член Координационной комиссии XIX Зимний Олимпийских игр в Солт-Лейк-Сити 2002 года.
В 1999 году — член исполнительного комитета «МОК 2000»
В 2000—2008 — член Исполнительного комитета МОК.
С 2002 года — член Комиссии МОК по маркетингу.
В 2002 году — член Комиссии МОК по завершении реформы МОК 2000 года.
С 2003 года — член Координационной комиссии XXI Зимних Олимпийских игр в Ванкувере в 2010 году.
С 2007 года — член Координационной комиссии XXII Зимних Олимпийских игр в Сочи в 2014 году.
С 2009 года — член Координационной комиссии Зимних юношеских Олимпийских игр в Инсбруке в 2012 году.

## Награды
- Великий офицер ордена «За заслуги перед Итальянской Республикой» (2 июня 2011 года)[5]
- Командор ордена «За заслуги перед Итальянской Республикой» (27 декабря 2006 года)[5]
- Орден «За спортивные заслуги» I степени (Румыния, 2004 год)[6]
- Золотая цепь за спортивные заслуги (НОК Италии, 2004 год)[7]